# سد ناكاو كي بوند
سد ناكاو كي بوند  هو سد ترابي يقع في محافظة ميه في اليابان. يستخدم السد للري بمساحة هكتار واحد عند اكتماله ويمكنه تخزين 50 ألف متر مكعب من المياه تم الانتهاء من بناء السد في عام 1990. 